# Хрущова Ніна Львівна
Ніна Львівна Хрущова (англ. Nina Lvovna Khrushcheva; (30 жовтня 1963 , Москва ) — російська та американська професорка міжнародних відносин, письменниця, правнучка Микити Хрущова.

## Життєпис
Народилася 1964 року в Москві в сім'ї Лева Петрова та Юлії Хрущової. 1987 року закінчила філологічний факультет МДУ за спеціальністю «Російська мова». Емігрувала до США 1991 року.
З 1997 року працює колумністкою видання Project Syndicate. 1998 року отримала ступінь Ph.D. з порівняльного літературознавства в Принстонському університеті (Нью-Джерсі, США).
У 2002—2004 роках працювала ад'юнкт-доцентом факультету міжнародних та громадських відносин Колумбійського університету в Нью-Йорку.
Отримала дворічну дослідницьку роботу в школі історичних досліджень Інституту перспективних досліджень у Принстоні. Працювала заступником редактора журналу East European Constitutional Review у Школі права Нью-Йоркського університету.
Працює старшим науковим співробітником World Policy Institute, де очолює Russia Project, який досліджує контури національної ідентичності росіян та її вплив на російську політику.
Також обіймає посаду професора Нової Школи в Нью-Йорку, де вона читає курси з міжнародних ЗМІ, порівняльної пропаганди, культури та капіталізму, кіно та імперії, а також сучасної політики та історії Росії.
У березні 2022 року, під час вторгнення Росії в Україну, Ніна Хрущова висловила обурення поведінкою Володимира Путіна, заявивши, що її прадід, Микита Хрущов, вважав би поведінку Путіна «обурливо підлою».

## Родина
- Батько — Лев Сергійович Петров (1922—1970).
- Мати — Юлія Леонідівна Хрущова (1940—2017).

- Дід — Хрущов Леонід Микитович (1917—1943), льотчик.
  - Прадід — Хрущов Микита Сергійович (1894—1971), удочерив її матір після загибелі Леоніда Хрущова на війні (тому Ніна Хрущова вважається онукою та правнучкою Микити Хрущова одночасно)[8].

## Членство в організаціях
- Council on Foreign Relations (США)
- Kreisky Forum for International Dialogue (Австрія)

## Нагороди та премії
- 2013 — Премія «Великі іммігранти: гордість Америки» (США)[9].
- 2019 — Gold Medal of Honorary Patronage for Outstanding Contributions to Political Science and International Relations of Eastern Europe, Philosophical Society of Trinity College Dublin (Ірландія).

## Публікації
Авторка статей у Newsweek, The New York Times, The Washington Post, The Wall Street Journal, Financial Times, Foreign Policy, Los Angeles Times та інших виданнях.
Авторка книг :
- Khrushcheva NL Imagining Nabokov: Russia Between Art and Politics. Yale University Press. 2008. ISBN 978-0-300-14824-4.
- Khrushcheva NL The Lost Khrushchev: A Journey In Gulag of the Russian Mind. Tate Publishing. 2014 року. ISBN 9781629945446
- Khrushcheva NL In Putin's Footsteps: Searching для Soul of Empire Across Russia's Eleven Time Zones. St. Martin's Press. 2019. ISBN 978-1-250-16323-3